# Erik Zsiga
Erik Janos Zsiga, född 20 juni 1976 i Halmstad, är en svensk författare och borgerlig debattör.

## Biografi
Erik Zsiga är civilekonom från Handelshögskolan i Stockholm och fil.kand. i etnologi från Stockholms universitet. Han har också läst på jur.kand.-programmet vid Lunds universitet.
Han har varit pressekreterare för Moderata ungdomsförbundet, projektledare på Moderna Tider och skribent på Svenska Dagbladets ledarsida mellan 2000 och 2003 (samt igen från och med augusti 2017). 2006–2009 var han programansvarig vid tankesmedjan Timbro. 2009–2012 arbetade han i Electrolux , bland annat som global presschef.
Zsiga tjänstgjorde vid utrikesdepartementet som pressekreterare för utrikesminister Carl Bildt 2012–2014.
Han har skrivit böckerna Popvänstern (2004) och Hejdå Östeuropa! (2007) samt varit redaktör för antologin Varför public service? (2008).